# Ålidhöjd
Ålidhöjd är ett bostadsområde i Umeå och en del av stadsdelen Ålidhem. I områdets norra del – som gränsar mot universitetsområdet med träningsanläggningen Iksu sport, Umeå universitet och Sveriges lantbruksuniversitet (SLU) – finns bland annat företagsparken Uminova Science Park och Minerva gymnasium. I områdets sydvästra hörn har Västerbottens läns landsting sitt huvudkontor, och på andra sidan Köksvägen ligger Norrlands universitetssjukhus. 
Utöver de hyresrätter som syns på bilderna intill, finns i skogsdungen i väster ett antal loftgångshus med studentbostäder. Här inleddes en kraftig utbyggnad från 2016, då omkring 1 000 nya lägenheter och studentrum byggdes. [uppföljning saknas]
Befolkningen uppgick 2006 till 630 invånare.[uppföljning saknas]

## Bilder från Ålidhöjd

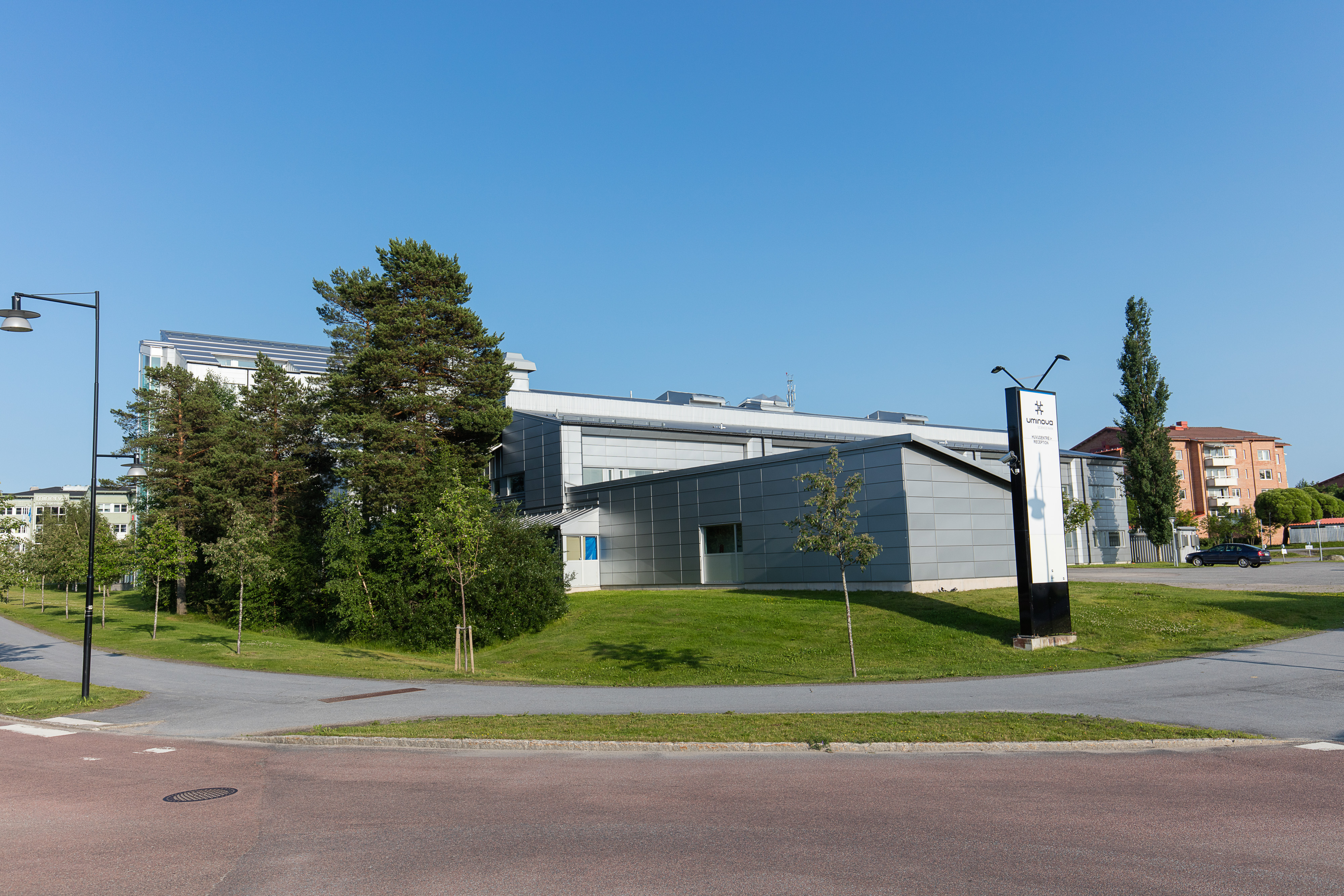
Uminova Science Park med Tvistevägen i bakgrunden.
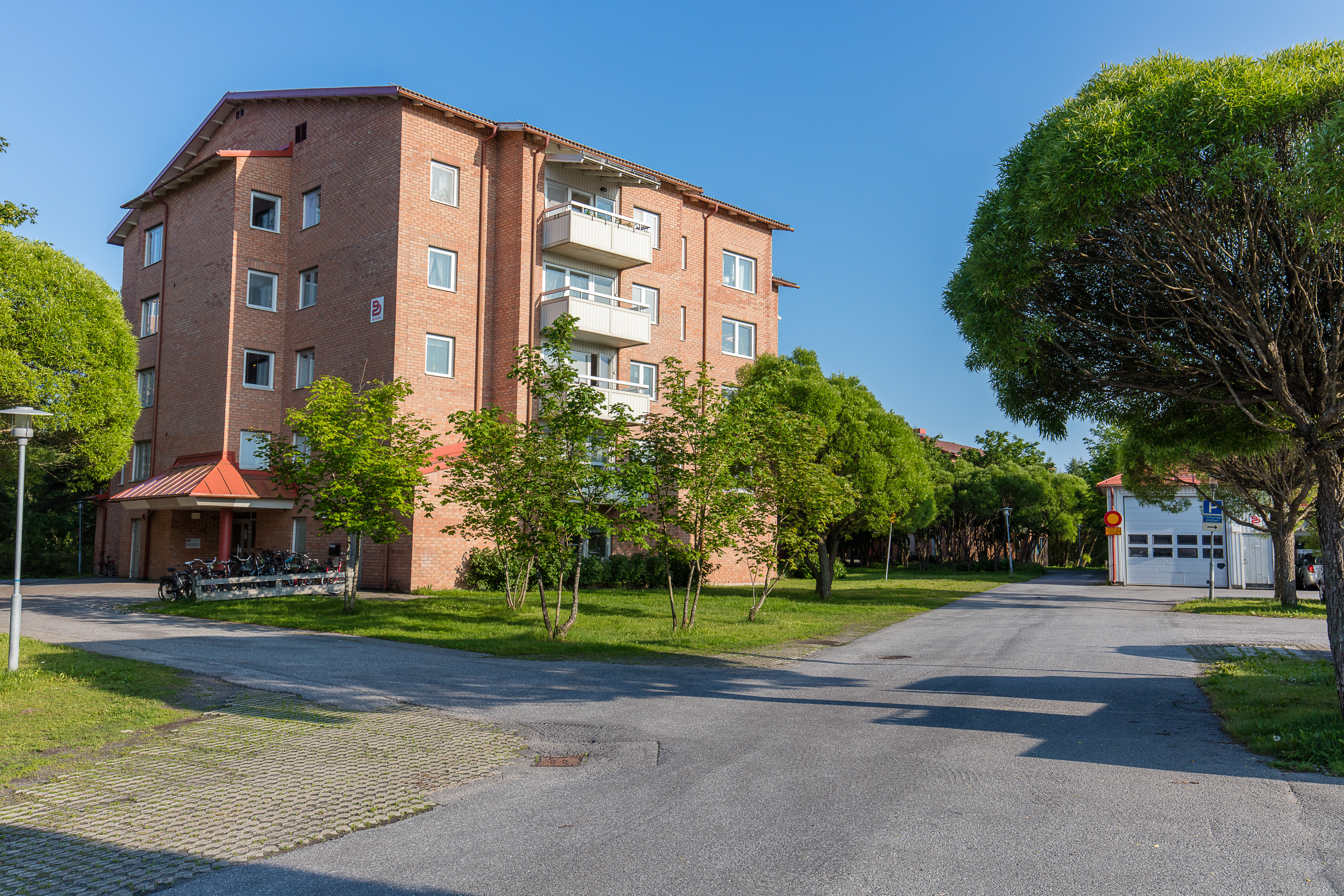
Bostadshus på Tvistevägen.